# スピンオフ
スピンオフ（英語: spin-off）とは、派生的に生じることや派生により生じた物、副産物などをさす。転じて各分野における特定の派生現象や派生物をさす。異なる概念が同じ用語を使用しているため詳細はそれぞれの節にしるす。
また、分野によっては同義語や類義語として使用される言葉にスピンアウト（英: spin-out）がある。これは本来は自動車がスピンしてコースから飛び出すことをさし、「飛び出す」の意味から転じて、特定の派生現象をさす場合がある。

## 科学技術におけるスピンオフ
科学技術分野におけるスピンオフとは特定の分野で開発された技術を民生転用（民間の需要に転用）すること。または転用された技術を利用して生産された民需製品（スピンオフ製品とも呼ばれる）のこと。

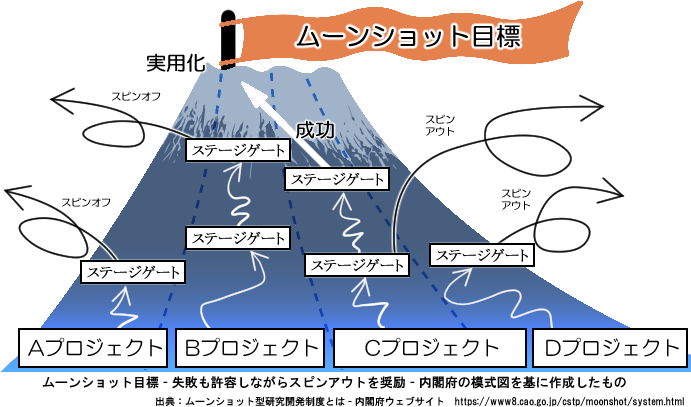
ムーンショット目標 - 失敗も許容しながらスピンアウトを奨励 - 内閣府の模式図を基に作成

特に、国家的研究開発機関の開発技術（軍事技術開発、宇宙開発、自然科学研究など）の民間への転用（軍民転換など）を指す場合が多い。例えばGPS・インターネット・HUDなどがある。
2020年度（令和2年度）より本格的に開始しているムーンショット型研究開発制度では、失敗も許容しながら挑戦的な研究開発を推進し、派生的な研究成果のスピンオフやスピンアウトを奨励している。
対義語としてはスピンオン（英語: spin-on）があるが、これは民間の技術（民生技術）を軍事技術に転用する場合を指す。

## ビジネスにおけるスピンオフ
ビジネス分野において、既存の企業や組織の一部を分離し、独立した別の企業や組織とすることを「カーブアウト」という。
このうち、親会社との資本関係があるなど関係が深い別会社とすることをスピンオフ、親会社との関係が薄いか全くない別会社を興すことをスピンアウトとして区別する。

## 作品制作におけるスピンオフ
作品制作の分野におけるスピンオフとは、既存の作品（本編）からそれに関連する別の作品が派生することを指す。そうして制作された作品を派生作品もしくはスピンオフ作品と呼ぶ。日本ではテレビドラマや映画、漫画などの派生作品によく使われる。

### 由来
元々はラジオドラマやテレビドラマなどから別番組が派生することを指す英語である。
外伝作品、または続編、番外編などとも訳されることがあるが、単純に外伝とスピンオフを同義に捉えるのは誤りである。

### 区別
本編と同じ媒体で制作されることが多いが、異なる媒体で制作される場合もある（テレビドラマから映画へのスピンオフなど）。この場合、物語の焦点が本編とは異なる点で、一般的な映画化やドラマ化、漫画化などとは区別される。

### 日本映画
日本映画に於けるスピンオフ作品の先駆けは、1963年の東映映画『人生劇場 飛車角』（鶴田浩二主演・沢島忠監督）といわれる。
尾崎士郎の自伝的小説『人生劇場』は、この作品以前に7度映画化され、いずれも尾崎本人をモデルにした青成瓢吉を主人公としていたが、東映の岡田茂プロデューサー（のち、同社社長）が、「今までと同じでは当たるまい」と考え、尾崎を説得して、「残侠篇」の脇役の一人にすぎなかった侠客・小山角太郎こと飛車角を主人公に据えた。本作は大ヒットし、岡田は興行不振の続く時代劇から、東映の主力を「任侠映画路線」に切り換え、以降約10年の間、「東映任侠路線」は、戦後日本映画史上、最大の潮流とまで言われる程の大成功を収めた。

## 参考資料
- 宇宙航空研究開発機構（宇宙航空研究開発機構（JAXA）のHP）
  - 知的財産利用の活用例（スピンオフ例の紹介）
- NASA STI Program（アメリカ航空宇宙局科学技術情報プログラム、英文サイト）
  - NASA Spinoff（NASAのスピンオフ例、英文サイト）